# Frontmannaföreningen Sveaborg
Frontmannaföreningen Sveaborg var en politisk sammanslutning av svenska nationalsocialistiska soldater som var frivilliga i Waffen-SS eller deltog i finska fortsättningskriget under andra världskriget. Föreningen var en del av det nationalsocialistiska partiet Svensk socialistisk samling.
Sveaborg kom under kriget och även efter kriget att agera partiet Svensk socialistisk samlings stormavdelning. Man ersatte således de tidigare SA-förbanden med det Sveaborg. Uniformen byttes även ut från brun till mörkt marinblå. Ungefär 650 namn förekommer i samtida sammanställningar av personer knutna till Sveaborg. Många var härdade veteraner från striderna i finska fortsättningskriget. Paralleller har gjorts till en svensk motsvarighet av Waffen-SS; detta styrks av organisationens uppbyggnad.
De soldater som frivilligt åkte till Finland för att strida i fortsättningskriget kom att kallas frontmän och utgjorde kärnan i vad som skulle komma att bli Sveaborgs efterkrigstida organisation. Organisationen kom sedermera att sammanlänkas starkt med Stay behind-rörelsen och senare även frekvent förekomma i Palmeutredningens Stay behind-spår. 
Organisationen dog ut i slutet av 1960-talet. Ett visst antal dödades i strid i bland annat Finland.